# Sergi IV
Sergi IV (Roma, ? - 12 de maig de 1012) va ser Papa de 1009 a 1012. Fill d'un sabater, va escalar posicions dins la jerarquia eclesiàstica fins a ser ordenat bisbe d'Albano el 1004. Durant el seu pontificat el califa fatimita al-Hakim Bi-Amr Allah va fer destruir l'Església del Sant Sepulcre a Jerusalem, i aquest fet es diu que va originar les primeres butlles papals per a les Croades.
Va rebre Sant Ermengol d'Urgell a Roma (1011) on li va explicar els successos del Misteri del Sant Dubte d'Ivorra. Sergi IV donà fe que era un miracle i es va quedar el calze de la sang. A canvi, feu enviar a Ivorra les tovalles tacades de sang i el document pontifici que reconeixia el miracle com a veritable, i, a més, un cabell de la Verge Maria, una espina de la corona de Jesús, un fragment de pedra del sepulcre del Senyor i d'altres relíquies de sants. Els monjos benedictins el veneren com a sant però Sergi IV no està canonitzat oficialment.